# Freddy Deghilage
Pour les articles homonymes, voir Deghilage.
Freddy Deghilage (né à Hornu, le 30 août 1943 - mort le 4 août 2011 à Mont-Godinne) est un homme politique belge, membre du Parti socialiste.
Il était régent en Sciences et Géographie;  enseignant puis directeur d’école.

## Carrière politique
- 1976-1995: conseiller communal à Saint-Ghislain;
  - 1983-1994: échevin de la culture, des sports et de la jeunesse (Saint-Ghislain);
- 1989: désigné sénateur provincial en remplacement de Maurice Lafosse;
- 1994: sénateur en suppléance de Edgard Hismans, démissionnaire;
- 1995-2006: bourgmestre de Saint-Ghislain, succédant à Victor Cornez;
- 1995-2009: député wallon et de la Communauté française.